# ПТМ-3
ПТМ-3 (от противотанковая мина) — советский инженерный боеприпас (противотанковая мина), предназначенный для выведения из строя колёсной и гусеничной техники противника за счёт разрушения их ходовой части или поражения днища кумулятивной струёй в момент, когда машина наезжает или оказывается над миной.
Для установки мин применяются средства дистанционного минирования (ПКМ-1, УМЗ, УГМЗ) с кассетой КПТМ-3, а также авиационные системы минирования ВСМ-1 и БКФ-ПТМ-3 «Алдан-2» (последние являются контейнерными блоками для КМГУ).

## Тактико-технические характеристики
Тип мины: противотанковая противогусеничная кумулятивная кассетная;
Материал корпуса: сталь;
Масса мины: 4,9 кг;
ВВ основного заряда: ТГ-40;
Масса основного заряда ВВ: 1,8 кг;
Габаритные размеры мины в боевом положении:
- длина: 33,0 см,
- ширина: 8,4 см,
- толщина: 8,4 см;

Дистанция реакции датчика цели на танк: 0,5—1,0 м;
Время перевода в боевое положение: 60 сек.;
Время боевой работы: 16—24 час.;
Самоликвидация/самонейтрализация: да/нет;
Извлекаемость: нет;
Обезвреживаемость: нет;
Штатный взрыватель: ВТ-06;
Тип взрывателя: неконтактный, реагирующий на изменение магнитного поля;
Электропитание взрывателя: элемент РЦ-53У;
Гарантийное время годности взрывателя: не более 1 года;
Температурный диапазон применения: −40…+50 °C;
Гарантийный срок хранения: 10 лет.